# Эрикона, Юрий Эдуардович
Юрий Эдуардович Эрикона (род. 17 декабря 1959) — российский композитор. Заслуженный деятель искусств Российской Федерации (2002), член Союза композиторов России.

## Творчество

### Музыка для театра
- музыка для спектакля «Густав Васа» — «Малый театр»

### Музыка для кино
- 1992—1994 — серия мультфильмов по трагедиям В. Шекспира «Гамлет», «Зимняя сказка», «Ричард Третий», «Буря» (российско-британский проект).
- 2003 — «Чужое лицо (сериал)»
- 2005 — «Обречённая стать звездой»
- 2006 — «Гонка за счастьем»
- 2007 — «Потапов, к доске!»

### Дискография
- 1996 — «Я московский озорной гуляка» («Вечер современной музыки на стихи С. Есенина») (CD)
- 1999 — «Женщине…» (CD)
- 2002 — «Тихая и светлая история» (CD)
- 2009 — «Звёзды советской эстрады. Спасибо за любовь» (45 композиций Ю.Эриконы в формате mp3)[3].

### Избранные песни
- «Капли» (музыка Юрия Эриконы, стихи Сергея Есенина), исполняет Ирина Понаровская, Азиза, Екатерина Семенова
- «Ты такая красивая» (музыка и стихи Юрия Эриконы), исполняет Александр Малинин
- «Белая птица» (музыка и стихи Юрия Эриконы), исполняет Ирина Аллегрова
- «Тихая и светлая история» (музыка и стихи Юрия Эриконы), исполняет Ирина Аллегрова
- «Клоун» (стихи Юрия Гарина), исполняет Ирина Аллегрова
- «Сплетни» (стихи Юрия Гарина, исполняет Ирина Аллегрова
- «Спасибо за любовь» (музыка Ю.Эриконы стихи В.Веледницкого и Юрия Эриконы), исполняет Ирина Понаровская
- «Памяти Норд-Ост» (стихи Николая Зиновьева), исполняет Иосиф Кобзон
- «Колыбельная» (стихи Ильи Резника), исполняет Иосиф Кобзон
- «Мир, открытый тобой» (музыка и стихи Юрия Эриконы), исполняет Юрий Эрикона
- «Вижу сон» (слова Сергея Есенина), исполняет Николай Караченцов
- «Я зажёг свой костёр» (слова Сергея Есенина), исполняет Николай Караченцов
- «Пути-дороги» (музыка и слова Юрия Эриконы), исполняет Николай Караченцов
- «Ты меня не любишь, не жалеешь» (слова Сергея Есенина), исполняет Александр Михайлов
- «На шее нет креста» (слова Николая Зиновьева), исполняет Александр Михайлов
- «Бархатные сезоны в Сочи» (музыка и слова Юрия Эриконы), исполняет Николай Носков
- «Алый парус» (слова Юрия Гуреева), исполняет Михаил Боярский
- «Сезон дождей» (слова Льва Алексеева), исполняет Михаил Боярский
- «Огонь в камине» (слова Николая Зиновьева), исполняет Михаил Боярский
- «Фабула» (слова Николая Зиновьева), исполняет Наталья Гундарева
- «Последний эшелон» (слова Ильи Резника), исполняет Иосиф Кобзон
- «Полутона» (слова Николая Зиновьева), исполняет Лев Лещенко[3]